# 中央军委办公厅信访局
中央军委办公厅信访局，位于北京市西城区爱民街39号，是中央军委办公厅下属局，负责全军信访工作。

## 沿革
该局的前身是中央军委办公厅信访处以及中国人民解放军总政治部办公厅信访处。后升格改为中央军委办公厅信访局暨中国人民解放军总政治部办公厅信访局。2016年，在深化国防和军队改革中，原中国人民解放军总政治部办公厅撤销，原中央军委办公厅重新组建为新的中央军委办公厅，下设有中央军委办公厅信访局。

## 历任局长
中央军委办公厅信访处处长
……
- 吕浪（？—？）

……
中国人民解放军总政治部办公厅信访处处长
……
- 赵谓忠（？—？）[6]

……
中央军委办公厅信访局局长（中国人民解放军总政治部办公厅信访局局长）
……
- 吴一平（？—？）[7]

……
- 许强大校（？—？）
- 洪晓东大校（？—？）
- 郝振耀大校（2010年—？）[8]

……
| 中央军委办公厅信访局局长 | 中央军委办公厅信访局副局长 |